# Wolfgang Liebeneiner
Wolfgang Liebeneiner, nato Wolfgang Georg Louis Liebeneiner (Liebau, 6 ottobre 1905 – Vienna, 28 novembre 1987), è stato un regista e attore tedesco che iniziò la sua carriera a teatro. Lavorò anche come assistente alla regia e, occasionalmente, come sceneggiatore.
Nel 1943 divenne il direttore della UFA per volere di Joseph Goebbels.

## Biografia
Figlio di un fabbricante di tessuti, nacque a Liebau, nella Bassa Slesia (attuale Lubawka, in Polonia).
Il suo maestro fu Otto Falckenberg, direttore del Münchner Kammerspiele. Nel 1936, Liebeneiner diventò membro del Teatro dello Stato Prussiano di Berlino (Preußisches Staatstheater Berlin) e nel 1938, fu nominato direttore artistico della Deutsche Filmakademie Babelsberg.
Nel 1941, diresse il film Ich klage an (Io accuso), realizzato col supporto del ministero della propaganda nazista. Dal 1942 al 1945 lavorò per la Universum Film AG, una delle maggiori società di produzione cinematografica dell'epoca.
Nel 1947, Wolfgang Liebeneiner diresse il debutto dell'opera Draußen vor der Tür di Wolfgang Borchert presso l'Hamburger Kammerspiele.
Liebeneiner si sposò due volte. La prima nel 1934 con l'attrice Ruth Hellberg e la seconda nel 1944 con l'attrice Hilde Krahl, con la quale ebbe una figlia, Johanna Liebeneiner, anch'essa futura attrice.
Morì il 28 novembre 1987 a Vienna dopo una lunga malattia.

## Filmografia

### Regista

#### Anni trenta
- Non promettermi nulla (Versprich mir nichts!) (1937)
- Il marito a modo mio (Der Mustergatte) (1937)
- Yvette (1938)
- Tu ed io (Du und ich) (1938)
- Ziel in den Wolken (1938)
- Un matrimonio movimentato (Der Florentiner Hut) (1939)

#### Anni quaranta
- Die gute Sieben (1940)
- Bismarck (1940)
- Io accuso (Ich klage an) (1941)
- La donna dai due volti (Das andere Ich) (1941)
- Die Entlassung (1942)
- Großstadtmelodie (1943)
- La cittadella degli eroi (Kolberg), co-regia di Veit Harlan (1945)
- Das Leben geht weiter (1945)
- Liebe '47 (1949)

#### Anni cinquanta
- Meine Nichte Susanne (1950)
- Des Lebens Überfluss (1950)
- Wenn eine Frau liebt (1950)
- La porta della pace (Das Tor zum Frieden) (1951)
- Der Weibsteufel (1951)
- Der blaue Stern des Südens (1951)
- 1º aprile 2000! (1. April 2000) (1952)
- Tobias Knopp, Abenteuer eines Junggesellen (1953)
- Die Stärkere (1953)
- Das tanzende Herz (1953)
- Die heilige Lüge (1954)
- ...und ewig bleibt die Liebe (1954)
- Die schöne Müllerin (1954)
- Auf der Reeperbahn nachts um halb eins (1954)
- Ich war ein häßliches Mädchen (1955)
- Urlaub auf Ehrenwort (1955)
- Waldwinter (1956)
- La famiglia Trapp (Die Trapp-Familie) (1956)
- La regina Luisa (Königin Luise) (1957)
- Arrivederci Francesca (Auf Wiedersehen, Franziska!) - (1957)
- Immer wenn der Tag beginnt (1957)
- Taiga inferno bianco (Taiga) (1958)
- Die Trapp-Familie in Amerika (1958)
- Sebastian Kneipp (1958)
- Meine Tochter Patricia (1959)
- Jacqueline (1959)

#### Anni sessanta
- Ich heirate Herrn Direktor (1960)
- Eine Frau fürs ganze Leben (1960)
- Ingeborg (1960)
- Schlußakkord (1960)
- Das letzte Kapitel (1961)
- Charleys Tante (1963)
- Liebeshändel in Chioggia - film tv (1964)
- Schwejk's Flegeljahre (1964)
- Die Baßgeige  - film tv (1964)
- Jetzt dreht die Welt sich nur um dich (1964)
- Kandidat Cormoran - film tv (1965)
- Die Schelme im Paradies - film tv (1965)
- Um Lucretia - film tv (1966)
- Towarisch - film tv del 1966
- Polenblut - film tv (1966)
- Der Glückstopf  - film tv (1966)
- Der alte Freibeuter, episodio della serie tv Die Schatzinsel (1966)
- Der Schiffskoch, episodio della serie tv Die Schatzinsel (1966)
- Das Blockhaus, episodio della serie tv Die Schatzinsel (1966)
- Die Entscheidung, episodio della serie tv Die Schatzinsel (1967)
- Betrug der Zeiten - film tv (1967)
- Keine Angst vor Kolibris
- Ein Schloß in Schweden - film tv (1967)
- Ein ehrenwerter Herr - film tv (1968)
- Die Rivalin - film tv (1968)
- Moartea lui Joe Indianul, co-regia di Mihai Iacob (1968)
- Tom Sawyers und Huckleberry Finns Abenteuer (1968)
- Der Kritiker des Herzens - film tv (1968)
- Vanillikipferln  (1969)
- Mister Barnett - film tv (1969)
- Mamsell Nitouche - film tv (1969)
- Wenn süß das Mondlicht auf den Hügeln schläft (1969)

#### Anni settanta
- Abel, wo ist dein Bruder? - film tv (1970)
- Scher Dich zum Teufel, mein Engel - film tv (1970)
- Ein Mädchen für alles - film tv (1970)
- Eine konsequente Frau - film tv (1971)
- Aus Mangel an Beweisen - film tv (1971)
- Die sieben Ohrfeigen (1971)
- Besuch auf einem kleinen Planeten (1971)
- Der Hutmacher  - film tv (1972)
- Gasparone (1972)
- Plaza Fortuna - film tv (1973)
- Eine egoistische Liebe - film tv (1973)
- La belle époque - film tv (1973)
- Verwandte sind auch Menschen - film tv (1973)
- Schwarzwaldmädel - film tv (1973)
- Geschichten zu zweit - film tv (1973)
- Das chinesische Wunder (1977)
- Götz von Berlichingen mit der eisernen Hand (1979)

### Attore
- Die andere Seite, regia di Heinz Paul (1931)
- Wenn dem Esel zu wohl ist, regia di Franz Seitz (1932)
- Amanti folli (Liebelei), regia di Max Ophüls (1933)
- Amanti folli (Une histoire d'amour), regia di Max Ophüls (1933)
- Die schönen Tage von Aranjuez, regia di Johannes Meyer (1933)
- Rivalen der Luft - Ein Segelfliegerfilm, regia di Frank Wisbar (1934)
- Freut Euch des Lebens, regia di Hans Steinhoff (1934)
- Musica nel cuore (Musik im Blut), regia di Erich Waschneck (1934)
- Was bin ich ohne Dich, regia di Arthur Maria Rabenalt (1934)
- Valzer d'addio di Chopin (Abschiedswalzer), regia di Géza von Bolváry (1934)
- Rhapsodie. Ein musikalisches Intermezzo aus dem Leben Franz Liszts, regia di Franz Osten - cortometraggio (1934)
- Der zerstreute Walzer - Eine musikalische Phantasie, regia di Franz Osten - cortometraggio (1934)
- Alles hört auf mein Kommando, regia di Georg Zoch (1935)
- Lockspitzel Asew, regia di Phil Jutzi (1935)
- Alle Tage ist kein Sonntag, regia di Walter Janssen (1935)
- La bionda Carmen (Die blonde Carmen), regia di Victor Janson (1935)
- Ombra e luce (Künstlerliebe), regia di Fritz Wendhausen (1935)
- Die selige Exzellenz, regia di Hans H. Zerlett (1935)
- Eine Nacht an der Donau, regia di Carl Boese (1935)
- Donaumelodien, regia di Willy Reiber (1936)
- Das Schönheitsfleckchen, regia di Rolf Hansen (1936)
- Die unerhörte Frau, regia di Nunzio Malasomma (1936)
- Bismarck, regia di Wolfgang Liebeneiner (1940)
- Senza gloria (Friedemann Bach), regia di Traugott Müller (1941)
- Herz der Welt, regia di Harald Braun (1952)
- Tobias Knopp, Abenteuer eines Junggesellen, regia di Wolfgang Liebeneiner (1953)
- Die Stärkere, regia di Wolfgang Liebeneiner (1953)
- Vor 100 Jahren fing es an, regia di Erich Wenzel (1956)
- Schlußakkord , regia di Wolfgang Liebeneiner (1960)
- Jetzt dreht die Welt sich nur um dich, regia di Wolfgang Liebeneiner (1964)
- So eine Liebe, regia di Jirí Belka (1968)
- Eine konsequente Frau, regia di Wolfgang Liebeneiner - film tv (1971)

### Sceneggiatore
- Bismarck, regia di Wolfgang Liebeneiner (1940)
- Io accuso (Ich klage an), regia di Wolfgang Liebeneiner (1941)
- Großstadtmelodie
- Das Leben geht weiter, regia di Wolfgang Liebeneiner (1945)
- Liebe '47, regia di Wolfgang Liebeneiner (1949)
- Meine Nichte Susanne, regia di Wolfgang Liebeneiner (1950)
- Des Lebens Überfluss, regia di Wolfgang Liebeneiner (1950)
- Der Weibsteufel, regia di Wolfgang Liebeneiner (1951)
- Das tanzende Herz, regia di Wolfgang Liebeneiner (1953)
- Urlaub auf Ehrenwort, regia di Wolfgang Liebeneiner (1955)
- Immer wenn der Tag beginnt, regia di Wolfgang Liebeneiner (1957)
- Ich heirate Herrn Direktor, regia di Wolfgang Liebeneiner (1960)
- Ein Schloß in Schweden, regia di Wolfgang Liebeneiner - film tv (1967)
- Mister Barnett
- Gasparone, regia di Wolfgang Liebeneiner (1972)
- Verwandte sind auch Menschen, regia di Wolfgang Liebeneiner - film tv (1973)
- Götz von Berlichingen mit der eisernen Hand, regia di Wolfgang Liebeneiner (1979)
- Der Mustergatte, regia di Wolfgang Liebeneiner (1983)